# Osek (Ústí nad Labem)
Osek (in tedesco Ossegg) è una città della Repubblica Ceca facente parte del distretto di Teplice, nella regione di Ústí nad Labem.
Nel suo territorio ha sede un antico monastero